# Mallochia pyralidis
Mallochia pyralidis là một loài tò vò trong họ Ichneumonidae.